# Парадеєвське сільське поселення
Параде́євське сільське поселення (рос. Парадеевское сельское поселение) — муніципальне утворення у складі Ічалківського району Мордовії, Росія. Адміністративний центр — село Парадеєво.

## Історія
Станом на 2002 рік існували Вечкуська сільська рада (село Вечкуси) та Парадеєвська сільська рада (село Парадеєво, присілок Дубенки, селища Мільгуново, Труд).
Селище Мільгуново було ліквідовано 2007 року.
13 липня 2009 року було ліквідовано Вечкуське сільське поселення, його територія увійшла до складу Парадеєвського сільського поселення.

## Населення
Населення — 576 осіб (2019, 753 у 2010, 951 у 2002).

## Склад
До складу поселення входять такі населені пункти:
| Населений пункт      | Населення, осіб (2002) | Населення, осіб (2010) |
| -------------------- | ---------------------- | ---------------------- |
| Вечкуси, село        | 368                    | 298                    |
| Дубьонки, присілок   | 297                    | 240                    |
| Мільгуново, присілок | 9                      | -                      |
| Парадеєво, село      | 269                    | 210                    |
| Труд, селище         | 8                      | 5                      |